# Nuillé-le-Jalais
Nuillé-le-Jalais – miejscowość i gmina we Francji, w regionie Kraj Loary, w departamencie Sarthe.
Według danych na rok 1999 gminę zamieszkiwało 316 osób, a gęstość zaludnienia wynosiła 55 osób/km² (wśród 1504 gmin Kraju Loary, Nuillé-le-Jalais plasuje się na 996. miejscu pod względem liczby ludności, natomiast pod względem powierzchni na miejscu 1161.).